# شاهزاده عثمان (ابن محمود الأول)
شاهزاده عثمان (بالتركية:Sehzade Osman) هو أمير عثماني و ابن السلطان محمود الأول

## ولادته
ولد بإسطنبول

## نسبه
هو عثمان ابن السلطان محمود الأول بن مصطفى الثاني بن محمد الرابع بن إبراهيم الأول بن أحمد الأول بن محمد الثالث بن مراد الثالث بن سليم الثاني بن سليمان القانوني بن سليم الأول بن بايزيد الثاني بن محمد الفاتح بن مراد الثاني بن محمد الأول جلبي بن بايزيد الأول بن مراد الأول بن أورخان غازي بن عثمان بن أرطغل

## وفاته
توفي بإسطنبول